# Durango (quadrinhos)
Durango é um personagem fictício de quadrinhos do gênero faroeste, criado em 1980 pelo belga Ives Swolfs. Inspirado nos filmes do subênero western spaghetti estrelados por Clint Eastwood, a narrativa é pesada e cinematógrafica, repleta de violência. O personagem foi lançado no Brasil em 1985 pela Editora VHD, a mesma que publicou a revista de quadrinhos alternativos Animal.